# Kryterium Asów Polskich Lig Żużlowych 1985
IV Kryterium Asów Polskich Lig Żużlowych odbył się 24 marca 1985. Zwyciężył Wojciech Żabiałowicz.

## Wyniki
- 24 marca 1985 (niedziela), Stadion Polonii Bydgoszcz

| Msc. | Zawodnik                | Klub                  | Pkt  |               |  |
| ---- | ----------------------- | --------------------- | ---- | ------------- |  |
| 1    | Wojciech Żabiałowicz    | Apator Toruń          | 14+3 | (brak danych) |  |
| 2    | Andrzej Huszcza         | Falubaz Zielona Góra  | 14+d | (brak danych) |  |
| 3    | Leonard Raba            | Kolejarz Opole        | 13   | (brak danych) |  |
| 4    | Grzegorz Dzikowski      | Wybrzeże Gdańsk       | 11   | (brak danych) |  |
| 5    | Ryszard Dołomisiewicz   | Polonia Bydgoszcz     | 10   | (brak danych) |  |
| 6    | Bolesław Proch          | Polonia Bydgoszcz     | 10   | (brak danych) |  |
| 7    | Paweł Bukiej            | Polonia Bydgoszcz     | 9    | (brak danych) |  |
| 8    | Piotr Podrzycki         | Start Gniezno         | 7    | (brak danych) |  |
| 9    | Andrzej Maroszek        | Polonia Bydgoszcz     | 7    | (brak danych) |  |
| 10   | Jacek Brucheiser        | Ostrovia Ostrów Wlkp. | 6    | (brak danych) |  |
| 11   | Marek Ziarnik           | Polonia Bydgoszcz     | 4    | (brak danych) |  |
| 12   | Zdzisław Rutecki        | Polonia Bydgoszcz     | 3    | (brak danych) |  |
| 13   | Krzysztof Nurzyński     | Motor Lublin          | 3    | (brak danych) |  |
| 14   | Jerzy Kochman           | Śląsk Świętochłowice  | 3    | (brak danych) |  |
| 15   | Lech Kędziora           | GKM Grudziądz         | 2    | (brak danych) |  |
| 16   | Zenon Kasprzak          | Unia Leszno           | 1    | (brak danych) |  |
|      | rez. Zbigniew Bizoń     | Polonia Bydgoszcz     | 2    | (brak danych) |  |
|      | rez. Ryszard Buśkiewicz | Polonia Bydgoszcz     | 1    | (brak danych) |  |